# FC 98 Hennigsdorf
FC 98 Hennigsdorf is een Duitse voetbalclub uit Hennigsdorf, Brandenburg. In 1998 fuseerden Motor Hennigsdorf en Stahl Hennigsdorf tot het huidige FC 98.

## Geschiedenis
De club werd in 1948 opgericht als ZSG Hennigsdorf. In 1950 werd de naam in LEW Hennigsdorf en later in BSG Motor Hennigsdorf gewijzigd. In 1953 promoveerde de club naar de DDR-Liga, maar degradeerde al na één seizoen. Van 1956 tot 1963 speelde de club in de II. DDR-Liga totdat deze competitie ontbonden werd en de club in de Bezirksliga ging spelen. In 1965 promoveerde de club weer en speelde nu vier seizoenen in de DDR-Liga. De club maakte nog een eenmalig heroptreden in 1972/73 en 1977/78 en daara nog van 1979 tot 1982. In deze periode speelde ook rivaal BSG Stahl Hennigsdorf in de DDR-Liga.
Na de Duitse hereniging werden alle BSG’s ontbonden en werd de naam SV Motor Hennigsdorf aangenomen. In 1994 promoveerde de club naar de Verbandsliga Brandenburg tot de club in 1998 fuseerde met FC Stahl en de huidige naam FC 98 aannam.